# Florichelifer aureus
Florichelifer aureus es una especie de arácnido del orden Pseudoscorpionida de la familia Cheliferidae.

## Distribución geográfica
Se encuentra en Florida (Estados Unidos).